# Pelekium gratum
Pelekium gratum là một loài Rêu trong họ Thuidiaceae. Loài này được (P. Beauv.) Touw mô tả khoa học đầu tiên năm 2001.